# Lipkea stephensoni
Lipkea stephensoni är en nässeldjursart som beskrevs av Oscar Henrik Carlgren 1933. Lipkea stephensoni ingår i släktet Lipkea och familjen Lipkeidae. Inga underarter finns listade i Catalogue of Life.